# Okres poniemowlęcy
Okres poniemowlęcy – wczesne dzieciństwo to okres między 12. a 36. miesiącem życia.
Dawniej niemowlę, a teraz dziecko osiąga poziom ostrości wzroku charakterystycznego dla człowieka dorosłego. W 2. roku życia uczy się dostrajać swoje ruchy do kształtu przedmiotów, ich wielkości i oddalenia. Ma większą koordynację. Bardzo często dziecko w tym okresie naśladuje ruchy i czynności otaczających go osób. Dziecko uczy się mówić, również ma bogatą mimikę i gestykulację. W tym wieku, gdy dopiero uczy się wymowy, słowa są zniekształcone i trudno je zrozumieć. W wieku 3 lat rozpoczyna się okres przedszkolny. W 3. roku życia dziecko wypowiada się poprawnie i w jego „słowniku” jest 1000–1500 słów. 
W okresie poniemowlęcym dziecko kształci swoją motorykę i mowę, poznaje otoczenie, przez co staje się bardziej samodzielne. Spada tempo jego rozwoju somatycznego, mniejsze jest zapotrzebowanie na pokarm. Ilość podskórnej tkanki tłuszczowej maleje, dziecko staje się szczuplejsze i sprawniejsze. Stopa ulega wysklepieniu, występuje lordoza lędźwiowa, jednak mięśnie są jeszcze słabe. Dziecko ok. 2,5-roczne powinno mieć wszystkie mleczne zęby.
Charakterystyczną cechą dziecka w tym okresie jest ogromne zapotrzebowanie na ruch. Nazywamy to „głodem ruchu i wrażeń”. Dzieci źle znoszą monotonne zajęcia – z trudem skupiają się nad jedną czynnością na dłużej. Wielka ruchliwość prowadzi do zmęczenia, trzeba więc dbać, by dziecko dużo spało.
W okresie poniemowlęcym dzieci chorują zazwyczaj na choroby zakaźne. Obecnie szczepienia wyeliminowały większość tych chorób. Zwiększają się także ilości urazów. Dziecko ruchliwe pozbawione doświadczenia wykazuje brak rozwagi i na przykład dotyka płomienia świecy, czy skacze ze znacznej wysokości, ponieważ nie umie jej ocenić.
W okresie poniemowlęcym (2 lata) dziecko prawdopodobnie odczuwa potrzebę oddania moczu, ale nie potrafi świadomie nad nią zapanować. Po okresie poniemowlęcym, dziecko w wieku przedszkolnym (3 lata) ma już umiejętność świadomego oddawania moczu i kału. Uzębienie mleczne ustala się w pełnym zakresie (20 zębów). W związku z tym zmienia się sposób żywienia dziecka, które coraz bardziej przechodzi z pokarmów papkowatych i półstałych na stałe.